# Хозяйственное значение льна

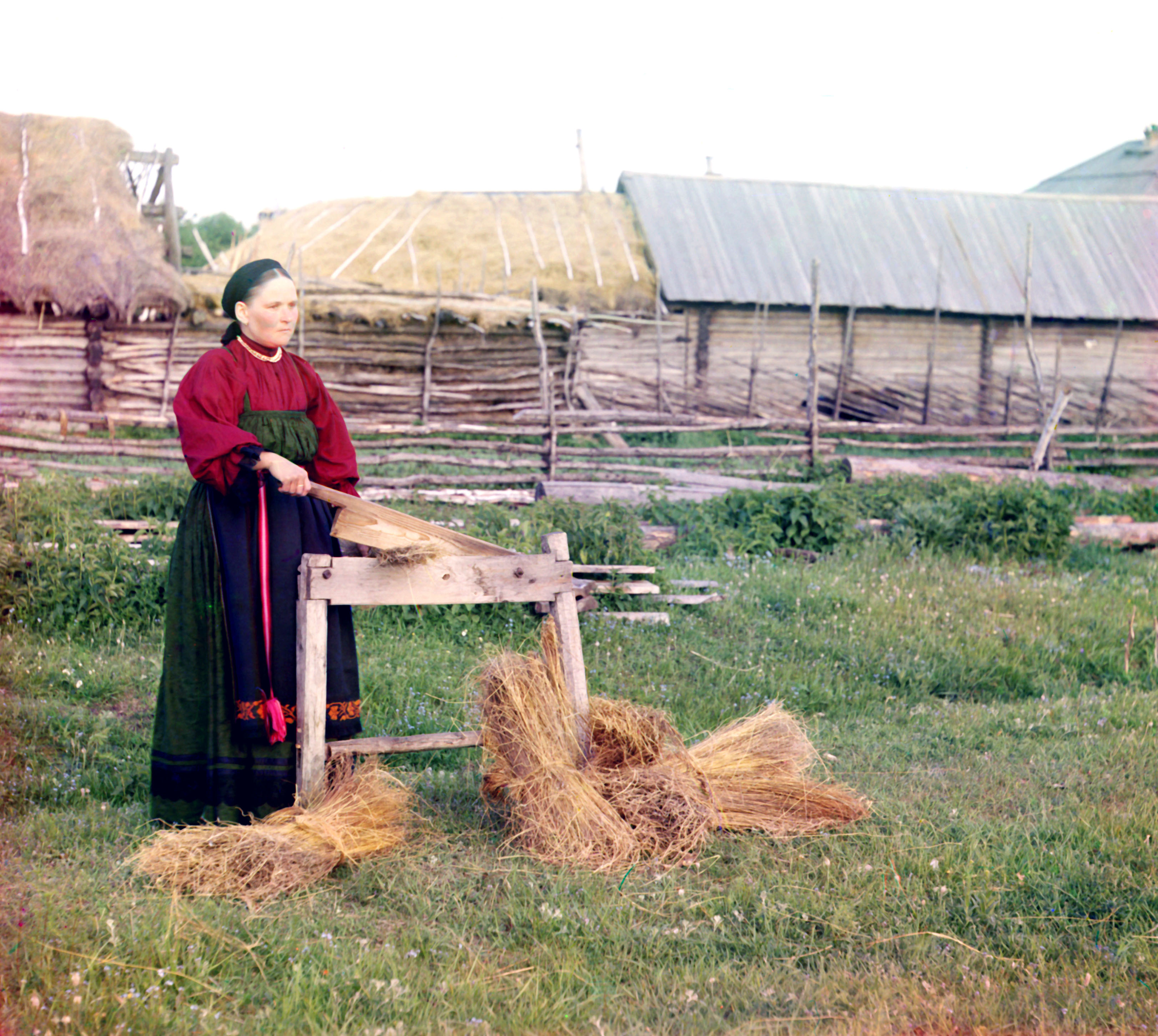
С. М. Прокудин-Горский. Крестьянка мнёт лён. Пермская губерния. 1910 г.

Хозяйственное значение льна

## Лён в сельском хозяйстве
Лён — одно из древнейших культурных растений, но где его самородный представитель — неизвестно. Культуру льна можно проследить начиная с самых древних времён. У древних египтян лён известен был как самое обыкновенное растение. Как высока была у них техническая обработка льна, это доказывают тогдашние льняные ткани, до того тонкие, что трудно было сосчитать в них число ниток. Евреи после своего пребывания в Египте перенесли лён в Палестину. Почти в каждой книге Ветхого Завета о льне говорится как о самом обыкновенном растении, а о веретене с прялкой — как о необходимых принадлежностях каждой хозяйки. Когда требовались самые тонкие ткани, их выписывали, однако, из Египта. И языческие жрецы, и еврейские священники носили только полотняные одеяния как символ чистоты и света. В храме иерусалимском многие священные принадлежности изготовлялись из полотняных тканей. По Геродоту, льняная культура процветала также в древней Колхиде, по восточному побережью Чёрного моря. Выделывавшиеся здесь ткани не уступали египетским. Между остатками от свайных построек в швейцарских озёрах найдены льняные ткани. Судя по письменным свидетельствам классических писателей, ни в Греции, ни в Риме лён не занимал такого видного места, как в некоторых странах Азии. Полагают, что лён в том или другом виде введён в Грецию из Колхиды или из Египта. Во всяком случае, ткани из льна были хорошо известны грекам. Из римских агрономов-писателей одни о льне не говорят вовсе (Катон), другие упоминают только вскользь (Варрон, Колумелла). По свидетельству Плиния, культура льна не могла найти благоприятной почвы в гористых местностях классических полуостровов, в странах же лесистых быстро усвоялась населением при их колонизации. Впрочем, и в Италии местности, перерезанные реками и каналами, а равно побережье Адриатического моря славились льняной культурой. Плинию также известны были как мастера в выделке льняных тканей кельты, жившие в нынешних Нидерландах. Оттуда льняной культуре нетрудно было распространиться по всей Европе. Название лён, очевидно, происходит от греческого Λίνον и латинского linum, удержавшихся у всех населяющих Европу народов. О западных славянах известно, что они платили оброк льном и пряжей. В надельной грамоте 1158 года, данной герцогом саксонским и баварским ратцебургскому епископству, определено, что каждый славянин должен доставлять с каждой сохи тонну льна.

## История использования льна в России

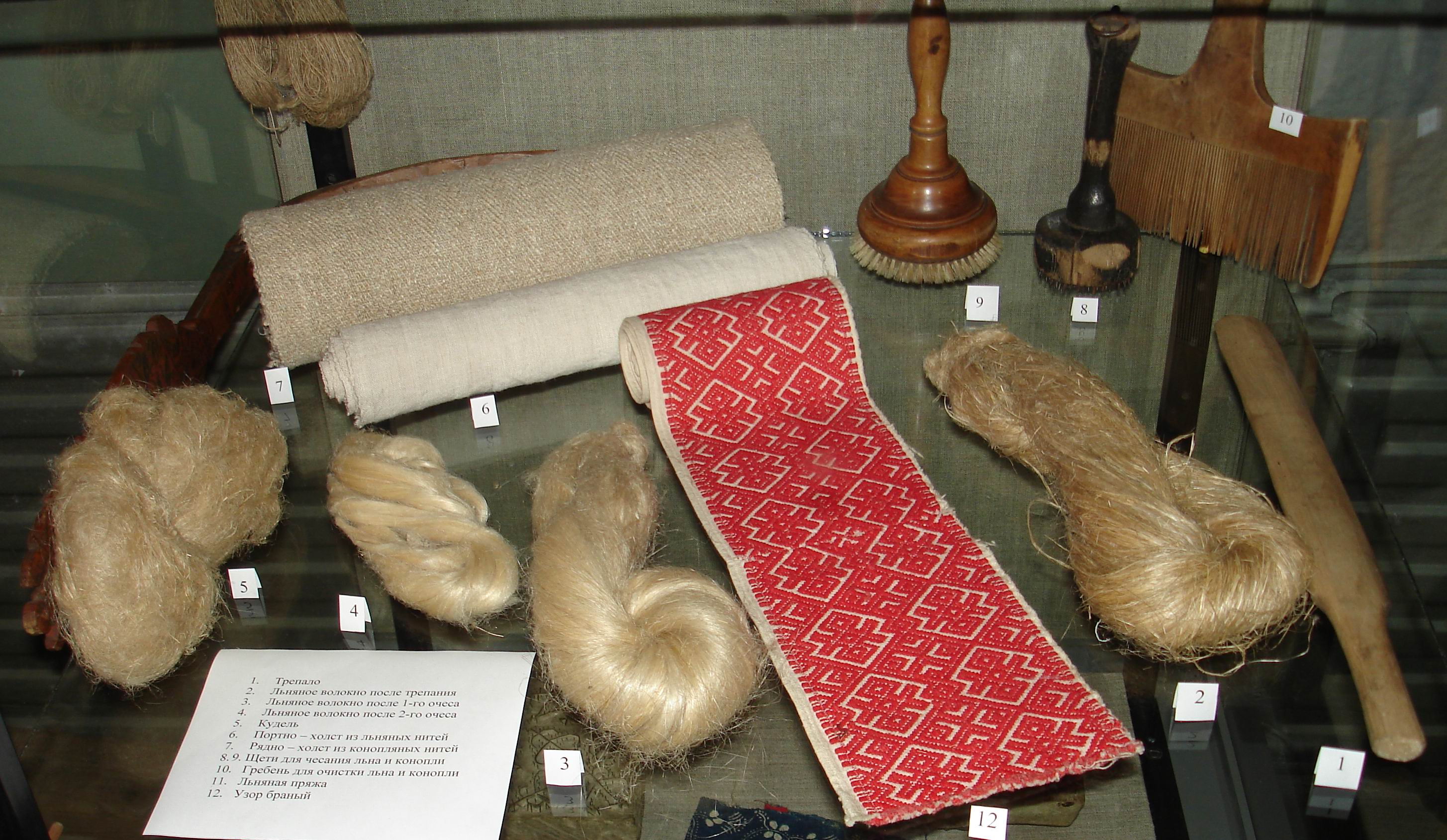
Старинные русские инструменты для обработки льна и конопли и льняные изделия, получаемые с их помощью

В России лён всегда был самым любимым растением и разводится с незапамятных времён, что подтверждается как летописями, так и законодательными памятниками. В древнерусском земледелии лён был не только прядильным, но и масличным растением. Преподобный Нестор в жизнеописании св. Феодосия Печерского рассказывает, что, когда не хватало у печерских монахов деревянного масла для лампад, они наливали в них масло льняное. Та же летопись подтверждает употребление льняного волокна на ткани. Печерские монахи обделывали лён на пряжу, ткали холсты и шили из них себе рубахи. В народе это всегда было женским занятием, «бабьим делом»: «жена, пряди рубахи, а муж вей гуж», говорит старинная русская пословица. Сперва лён у нас разводился исключительно для домашнего употребления, но скоро он стал предметом торговли, сначала внутренней, потом и внешней.
С самого возникновения Руси льняная культура засела в Псковской области, где она наиболее удержалась и поныне; затем она развилась в областях Новгородской и Суздальской, а по мере расширения колонизации на севере окрепла по берегам рек Вологды, Сухоны, Юга и Ваги. Сборным пунктом северного льна была Вологда. Долго торговля льном производилась без всяких ограничений. Псковской лён шёл Балтийским морем, где главным вывозным пунктом была Нарва, а лён придвинской области — Белым морем. В псковской летописи известие о торговле льном в первый раз встречается под 1636 годом. В этом году из Москвы был прислан купец, который забрал весь лён на государя, по установленной цене. Торговля льном, таким образом, стала монополией, что возбудило большое неудовольствие между льноводами. Продажа льняных продуктов, семени и волокна делается монополией то казны, то частных лиц. Правительство немало стесняло льняную промышленность ещё и тем, что направляло её то в один, то в другой порт. Так, оно долго поддерживало Беломорские порты и заставляло новгородцев и псковичей возить в Архангельск их льняные продукты, когда под боком была Нарва, самый естественный порт для отправки товаров в Европу по Балтийскому морю. Пётр Великий, хорошо понимая значение льняной культуры, заводил казённые полотняные фабрики, поощрял частные предприятия этого рода и намеревался даже запретить ввоз иностранных полотен. Он желал, чтобы наш лён шёл за границу не сырьём, а в виде обработанных продуктов, для чего приказал, чтобы ткали не узкие холсты, а на манер иностранных, широкие полотна. Он издал даже указ о расширении льняного и пенькового дела во всех губерниях, а где тому необыкновенны, как лён и пеньку учреждать, дабы обучали крестьян. От стеснений, тяжких для русских льноводов, Пётр льняную промышленность, однако, не освободил. Внешняя торговля льном с 1702 г. по 1705 г. была на откупу у иностранца, английского консула Карла Гутфеля. До воцарения Екатерины II откупная льняная система то отменялась, то опять восстанавливалась. В 1762 г. повелено было отпускать лён за границу без всяких ограничений; в 1764 г. допущен беспрепятственный отпуск за границу льняного семени как на посев, так и на битьё масла. Сохранялась только официальная браковка льняных товаров, но с 1844 г. и она предоставлена была на волю сперва петербургскому купечеству, а потом и всем торговцам льном (Полн. Собр. Зак. XIX т. № 17680). К 1840-м гг. торговля Л. благодаря данной ей свободе очень усилилась; лён занял первое место в нашей отпускной торговле. В 1843 г. его вывезено было на 19 млн рублей, между тем как вывоз хлеба не превышал 12 млн, сала — 12 млн, пеньки — 7 млн руб. сер. В то же время, однако, со всех сторон начали доходить жалобы на упадок цен на лён и полотна в заграничной и внутренней торговле. Многие из так называемых полотняных фабрик закрылись, остальные с трудом поддерживали своё производство. В возделывании льна с Россией стала соперничать западная Европа.
Всё это привело к учреждению двух комиссий, из которых одна исследовала главные центры производства льна в России, другая — за границей. Хотя эти комиссии не вызвали никаких особых мероприятий по улучшению льняного дела в России, тем не менее их труды составляют ценный вклад в нашу сельскохозяйственную литературу [подробное описание работ обеих комиссий было издано мин. гос. имущ. в 1847 и 1848 гг.]. Из них русские хозяева узнали, что в западной Европе давно оставлены некоторые из наших стародавних приёмов как относительно культуры, так и обделки Л. Культура Л. в Ярославской губ. приняла характер бельгийской, и полотна ярославские приобрели большую известность; двигателем этих улучшений, распространившихся и на Костромскую губ., был член первой комиссии Карнович. Труды комиссий сделали возможным появление прекрасного, краткого и популярного «Наставления о возделывании Л. в северной и средней полосе России» (1844, 2 изд. 1854 г.). В 1870-х годах пыталось прийти на помощь русской льняной промышленности Вольное Экономическое Общество. Желая узнать от самих хозяев, в чём они собственно нуждаются, общество по предложению К. К. Вебера учредило «Собрания льноводов». На призыв общества отозвались с большим сочувствием хозяева некоторых губерний, особенно Псковской. Собрания открылись в марте 1877 г. и пошли так оживлённо, что постановлено было собираться каждогодно. Тем не менее в 1878 и 1879 гг. прибыло так мало членов, что собрания не могли состояться, и лишь в 1880 г. оказалось возможным их возобновить. С тех пор они более не повторялись.
Русскими льноводами были выражены следующие главные пожелания:
1. устроить образцовые хозяйства и при них агрономические станции, на которых были бы деланы и химические исследования почв, производящих лён; изучались бы климатические условия, влияющие на его произрастание и совершались бы опыты над технической его обработкой
2. открывать специальные льняные выставки
3. производить исследование льняной промышленности через опрос хозяев и рассылку специалистов в льняные местности
4. учредить при Вольном Экономическом Обществе «льноводную комиссию, которая следила бы за развитием льняной промышленности и, через посредство общества, содействовала бы её улучшению». По инициативе этой комиссии Вольное Экономическое Общество посылало специалиста для изучения льняной промышленности в Тверской губ. и два раза назначало конкурс для составления руководства по культуре льна и его продуктов.

Так как эти меры не имели успеха, то общество в 1885 г. издало сочинение Ф. Н. Королева, «Руководство к льновозделыванию, получению льняного волокна и сельскохозяйственной его обработке». В 1883 г. комиссия выработала программу вопросов по льняному производству и разослала её разным учреждениям и лицам. В течение года поступило 64 ответа, из которых 55 напечатаны и изданы Вольным Экономическим Обществом под заглавием «Льняная промышленность в России по отзывам сельских хозяев и льнопромышленников, собранным льноводной комиссией 1885 года». В 1891 г. при содействии комиссии состоялась в г. Смоленске льноводная выставка. В 1895 г. льняная промышленность была предметом обсуждения в первой сессии сельскохозяйственного совета при минист. земл., и госуд. имущ. Дпт. земледелия предложил на обсуждение совета следующие меры к улучшению льноводства, которые с небольшими изменениями и были приняты:
1. организовать снабжение по временам льноводов улучшенными сортами семян Л.
2. произвести опыты посевов семенного Л. из Остиндии, отличающегося большим, сравнительно с нашим, содержанием масла;
3. содействовать распространению машин для очистки и сортировки семян, а также устройству семенных складов и хозяйств, с производством Л. на волокно и семя;
4. организовать как на опытных станциях, так и в льноводных хозяйствах опыты с применением к культуре Л. различных приёмов обработки почвы и посева, удобрительных туков и т. п., a также разработать вопрос о наилучших севооборотах с Л. в крестьянских и владельческих хозяйствах
5. содействовать распространению сведений об улучшении мочки, мятья, трепания и вообще обработки Л.
6. организовать в широких размерах демонстрирование обработки Л. на выставках, съездах льноводов, базарах, в крупных льноводных центрах и т. п.
7. содействовать распространению среди крестьян мялок наилучшего типа и производству их кустарями
8. увеличить персонал подготовленных инструкторов по обработке Л.
9. оказывать содействие земствам, сельскохозяйственным обществам и частным лицам по устройству в главнейших льноводных районах льноводных станций и заведений, главным образом в губерниях Тверской, Смоленской, Витебской и Вятской (в губерниях Псковской и Костромской уже приступлено к устройству таких станций) (Известно, что Костромской льностанцией руководил Г. Я. Корнев, который провёл больной объём научно-исследовательских работ по изучению влияния удобрений на урожайность льна.)
10. устраивать местные выставки льноводных продуктов с выдачей премий за лучшие экспонаты. Крестьянам могли бы быть выдаваемы в виде премий приборы и машины по обработке Л. В том же 1895 г. при департаменте мануфактур и торговли созвано было совещание по разработке вопроса об упорядочении нашей льняной торговли.

Таково льноводство нечернозёмной полосы, где Л. разводится как прядильное растение, а вместе с тем и на семена. Но есть обширная полоса, в которой главный продукт Л. — льняное семя, а второстепенный — волокно. Это — губернии степные, которые прежде не знали или не хотели знать этого растения, так как думали, что вследствие засух оно здесь не будет родиться. Начало посевов Л. на юге России положено в 1830-х годах известным новороссийским хозяином Демолем. Первые опыты были сделаны близ Одессы. Требование на льняное семя всё увеличивалось, и цены в первые годы стояли высокие. В помещённых выше диаграммах показано (в четвертях), как шёл вывоз льняного семени с самого начала. Из этих диаграмм видно, что:
1. в общем линия вывоза семени соответствует линии вывоза Л.
2. в первое пятилетие (1827—1831) вывоз семени был всего 600 тыс. чет., но через 50 лет (1872-76) он возрос до 2,5 млн чет.
3. с 1877 г. цифры вывоза семени показаны погодно; с этого года по 1880 г. вывоз быстро возрастал.

В 1877 г. было вывезено 1,7, а в следующие два года — по 3 млн четв. С 1880 г. вывоз начинает уменьшаться: в 1885 г. было вывезено только 600 тыс. чет. Затем снова начинается подъём до 1890-х годов, а после того дело идёт на понижение; в 1892 г. было вывезено лишь до 1,2 млн чет. В настоящее время сеют Л. на семя не в Новороссии только, но и во всех местностях, где ещё уцелели целинные степи или имеются старые перелоги, как-то в Кубанской области, в Земле Войска Донского, в губ. Екатеринославской, Полтавской и др. Сеют его преимущественно более или менее крупные землевладельцы, между тем как разведением Л. на волокно занимаются почти исключительно крестьяне. Главный покупщик нашего льняного семени — Англия (до 10 миллионов пудов), затем Германия, Голландия и др. Всё, что даёт хороший корм для скота, Англия собирает со всего света, а льняное семя даёт, кроме масла, жмых; Англия же забирает и большую часть наших жмых. Стебли Л. на Ю прежде шли в отброс, но в настоящее время льняную солому берут крестьяне за уборку и обрабатывают её на пряжу, как и великороссы. Сами землевладельцы не обращают никакого внимания на льняную солому, хотя и есть опыты, доказывающее возможность получения и из семенного Л. хорошего волокна.
Так как разведение Л. восходит к глубокой древности и применяется в самых разнообразных по климату и почве местностях, то естественно ожидать от льняного растения многих более или менее упостоянившихся видоизменений или разностей. Но на самом деле оказывается, что Л. обладает большой устойчивостью. Так, различают Л. озимый и яровой, но это, как известно, не представляет существенных отличий; притом в виде озимого растения высевается Л. очень редко. Везде разводится он как растение яровое и как таковое в культуре разделяется на обыкновенный (Linum usitatissimum) и прыгун (L. crepitans). Первый издавна признан самой выгодной для разведения разновидностью. Он растёт высоко, достигает до 1½ арш., лист имеет редкий, мало ветвится и то на верхушке стебля; головки его при созревании не растрескиваются, почему он не осыпается. Этот сорт у нас называется долгунцом и ростуном. Но этот же сорт Л. бывает и довольно низкий и также ветвится уже при основании стебля. Первый даёт наилучшее волокно, когда сеется густо, на десятину 10-16 чтк., а последний при очень редком посеве (3-4 чтк.) даёт много семени. Обыкновенный Л. бывает не с одними голубыми, но и с белыми цветками. Таков Л. американский (Linum usitatissimum americanum). Он очень высокорослый, даёт хорошее волокно, легко вымолачивается, но скоро вырождается. В Европе появился с 1851 г. Опыты с этим Л. в Бельгии и Ирландии дали противоречивые результаты. У нас тоже много писали об американском Л., но потом перестали. Л. прыгун (Linum crepitans) ниже долгунца, толстостебельный и ветвистый, его голубые цветки крупнее, богаты семенами, но коробочки, их заключающие, когда вызреют, легко осыпаются, почему разводится мало. Его у нас называют ещё самосеем. Л. можно разводить почти во всех географических широтах, где только возможна культура каких-нибудь растений; тем не менее есть местности, за которыми издавна утвердилась слава по производимому ими отличному Л. и тканям из него. Таковы местности приморские и прилегающие к большим рекам. У нас таковы: Балтийское побережье и бассейн Западной Двины с его верховьями (район балтийских портов), затем верховье бассейна Северной Двины (район Беломорья); на З — Бельгия, Голландия, Дания, Ирландия и др. Полагают, что для успешного произрастания Л. необходимо, чтобы выпадало в течение года влаги не менее 650 мм, из которых 200—300 мм должны выпасть с апреля по август (Goltz, «Handbuch der gesammten Landwirtschaft», 2 т., 576). Где столько выпадает влаги, там и в континентальных местностях Л. выходит такой же доброкачественности, как это оправдывается на известных наших Л., напр. села Великого Ярославской губ., Меленковского у. Владимирской губ., Поневжского у. Ковенской губ. и др. Вообще же для Л. всего лучше местности более или менее влажные, где много озёр, рек, запруд, где поддерживается довольно равномерно умеренная влажность. Сильные же дожди много вредят Л., особенно во время цветения; он полегает и трудно поднимается. Л. может выдерживать довольно продолжительное бездождие и высокую температуру, как это мы видим на наших степных местностях: стебель его бывает там короток, ветвист, за то семянист, с каковой целью Л. и разводится на юге. Он может выносить и относительно низкие температуры, что даёт возможность возделывать его в довольно высоких широтах (Архангельская, Олонецкая и Вологодская губ.). Но весенние заморозки и августовские утренники в иные годы действуют на него губительно. Первые побивают молодые всходы, а последние останавливают развитие семян; сеют Л., когда можно ожидать, что заморозки более не повторятся. Народная наблюдательность исстари определила для Великороссы это время днём 21 мая (св. Константина и Елены: последняя и называется в простонародье Алёною-льняницею). Против августовских утренников, кроме выбора наиболее благоприятной местности, могло бы помогать разведение близ льняных полей, когда очень сильно лучеиспускание, так назыв. курных огней, чтобы из дыма образовывалась над Л. искусственная облачность и тем уменьшалась теплопрозрачность воздуха. В самых северных губерниях (Вологодской, Олонецкой и др.) нередко вследствие ранних утренников Л. родится без семян. Вообще же число градусов тепла, потребное для Л., чтобы он дошёл до полной зрелости, определяется в 1850 °C [Значение слова «градус» см. в примечании к ст. Конопля] (Goltz). Л. разводится на всех возможных почвах, но нельзя отвергать, что на одних почвах он родится хуже, чем на других. У нас давно составилось убеждение, что Л. с успехом можно возделывать только на новых землях, для чего там, где ещё возможна огневая система (палы), сеют его на подсеках (лядах, полядках и пр.) прямо по гари, после самой лёгкой обработки таких мест сохой и бороной — смыком. Так возделывают Л. в самых северных губерниях (Олонецкой, Вологодской, Новгородской и др.). В северо-западных и центральных губерниях тоже ищут для Л. всегда новой земли — новин, под которыми разумеют все когда-то бывшие под пахотой участки: обрезы, облоги, прогалины в лесах, луговины и т. п. На таких местах делаются так назыв. резы, то есть нарезаются вершков в 5-6 ремни, которые потом при помощи сохи вздираются и переворачиваются снизу вверх; затем, дав дернине перепреть, размельчают её бороной, засевают Л. и заделывают посев опять самой лёгкой бороной. При умелой обделке резов Л. на них тоже, как и на гари, даёт хорошие урожаи. Во всех названных случаях почвы могут быть очень разнообразны, и крестьяне не делают между ними больших различий. Земли подзолистые не обегаются, если только они достаточно вылежались. В местностях льноводных старые облоги разбираются, можно сказать, нарасхват и доставляют хозяевам-землевладельцам хороший доход. Арендная плата за лето от 20 до 50 руб. В южных степных тоже выбирают под Л. целинные степи или возможно старые перелоги. Таких земель становится всё меньше и меньше, и льняные семенные посевы естественно должны всё более сокращаться. На старопашнях не разводят Л., находя это невыгодным, но и на целинах его сеют первым или, в крайнем случае, вторым растением. Причину такой практики южнорусских хозяев надобно искать в сильной сорности вылежавшегося чернозёма, которая на целине не обнаруживается, а после двух-трёх посевов выступает всё сильнее и сильнее и, наконец, обращается в бурьян. Итак, самые первые требования относительно почвы при льняной культуре заключаются в чистоте от сорных трав, а затем, как говорят старые агрономы, — в запасе старой силы, чему и удовлетворяют более всего долго или совсем не бывшие в культуре земли. Вообще же для Л. предпочитаются почвы более лёгкие, приближающиеся по составу к категории больше песчанистых, чем глинистых, но подпочвы желательны более глинистого характера как лучше задерживающие в случае засухи необходимую для Л. влагу. Корень у Л. может иметь длину половины стебля, то есть 2-3 фт. (Стебут, «Возделывание льна», с. 47), благодаря чему Л. может доставать влагу из довольно глубоких слоёв, чем и объясняется способность его противостоять засухам. Л. считается растением сильно истощающим почву, поэтому там, где раз он был снят, его не сеют ранее, как через 6-9 лет. По исследованию Лирке, хорошими урожаями Л. считают, если собирается с десятины семян 36-37 пд., соломы 275 пд. и головицы 30 пд. Таким урожаем извлекается с десятины
| Кали         | 123 фн. |
| Магнезии     | 34 фн.  |
| Натра        | 33 фн.  |
| Фосф. кисл.  | 72 фн.  |
| Извести      | 112 фн. |
| Серной кисл. | 29 фн.  |

Из сравнения этих цифр с определёнными для других культурных растений оказывается, что Л. берёт много кали, уступая в этом отношении картофелю, свёкле, подсолнечнику и клеверным растениям, много также требует извести, но меньше, чем бобовые растения. Затем, по всем другим составным частям Л. не представляет почти никаких отличий от большей части наших культурных растений. Азота он, вероятно, также много извлекает из почвы, особенно, когда дают дозревать его семенам, потому что они богаты протеиновыми веществами. Но от большей части культурных растений остаются некоторые остатки (корни, часть листьев и т. п.), между тем от Л. ничего не остаётся для возврата почве; он обыкновенно теребится, то есть выдёргивается вместе с корнями. Единственно, что ещё могло бы быть возвращаемо от Л., это — кострика, но она так трудно перегнивает, что обыкновенно её бросают. Потому и принято сеять Л. на таких почвах, на которых самой природой заготовлен запас удобрительных питательных веществ, как это бывает на землях новых, целинах, или на старых перелогах, или после такого растения, под которое земля была сильно удобрена. По свежеудобренному полю Л. не сеют. Свежий навоз часто вносит в почву вредные для Л. сорные травы и, наконец, не успевает достаточно разложиться и на самое волокно действует неблагоприятно. Гораздо лучше для Л. хорошо приготовленный, свободный от семян сорной травы компост. Что касается других удобрительных средств под Л., то разными исследователями составлено много таблиц, в которых выражены результаты удобрения под Л. разными солями: калиевыми, известковыми, фосфорнокислыми, азотистыми и т. д., но заключения выходят довольно противоречивые: почвы очень различны, а потому и действие на них различных удобрений также различно. Производство таких опытов может правильно идти только тогда, когда одновременно с изучением действия тех или других удобрены будут делать химические исследования почв, на которых производятся опыты, что возможно только на правильно устроенных станциях. На совещаниях льноводов, бывших при Вольн.-Эконом. Общ. («Протоколы Собраний льноводов в апреле 1877 года», с. 28 и 219), вопрос остался открытым; теперь же, по-видимому, льноводные станции близки к осуществлению. Но, кажется, можно довольно близко подойти к решению вопроса относительно удобрительных средств, дополнительных к навозному удобрению, а в иных случаях и полной замены его. Всего больше Л. истощает почву щелочами, затем известью и, наконец, фосфористыми веществами. Значит, вполне уместны для Л. калиевые, отчасти и натровые удобрения. Таким образом, при культуре Л. может быть полезен каинит или зола, кроме того, не бесполезно иногда внесение поваренной соли, так как в золе льняных продуктов немало содержится натра (Несслер, Флейшман и др.). Затем, для пополнения в почве извести, если она понадобится, можно удобрять под Л. гипсом, который, кроме извести, внесёт также требуемую Л. серную кислоту. Известь может быть пополнена и фосфористыми удобрениями; они же внесут в почву столь необходимую для Л. фосфорную кислоту. Для пополнения убыли в льняных почвах азотистых веществ можно бы прибегать к чилийской селитре или к сернокислому аммиаку, но по дороговизне сподручнее, так сказать, окольный путь собирания азота в почве при помощи так наз. азотособирателей, лучший представитель которого — красный клевер, во всех наших льноводных местностях растущий очень хорошо. Практика псковских льноводов вполне подтверждает такое предположение; они употребляют в виде добавки к навозному удобрению суперфосфат. Вообще удобрение, в котором азот, кали и фосфорная кислота находятся в растворимой форме, при употреблении в надлежащем количестве должны действовать хорошо. Известный специалист по части удобрительных средств, Вагнер, предлагает под Л. удобрение на десятину из 10-30 пуд. чилийской селитры, 12—18 пд. 20-процентного суперфосфата и 25—30 пд. каинита, но в то же время предостерегает от большого вноса при слабом азотистом удобрении фосфорнокислых солей, так как в таком случае стебель преждевременно перестаёт расти. Вообще, калиевы соли, равно как и фосфаты, следует рассыпать и запахивать с осени, а чилийскую селитру весной, при самом посеве Л. При рассыпании безусловно необходимо распределять удобрения возможно равномерно. Особенно замечательно ускоряет рост Л. чилийская селитра. Молодые всходы вследствие быстрого развития опережают опасность от нападения земляной блохи. В Бельгии издавна в употреблении навозная жижа с распущенными в ней льняными жмыхами. Костяная мука также хороша для Л., но рассыпать её нужно с осени. Практика последних лет наших старинных льноводов, псковских крестьян, ясно показала, как следует поставить нашу льняную культуру. Самые обильные урожаи Л., и волокном и семенем, получаются, когда сеют его после красного клевера. При соединении льняной культуры с травосеянием будут достигнуты два самых существенных условия улучшения в нашем земледелии: незаметно разовьётся правильная плодосменность и будет собираться больше кормов, а они дадут возможность содержать больше скота и получать больше удобрения. Если бы наша льняная культура пошла по такому направлению, то с неё снялся бы теперешний упрёк, что она сопровождается упадком скотоводства, как это видят в том же псковском льноводстве, где действительно сокращается и без того скудное количество у нас выгонов и лугов. Затем, когда плодосменная форма земледелия ещё более разовьётся, когда окажется возможным ввести в севооборотах, например, картофель, тогда ещё удобнее будет подыскать благоприятные участки для Л., так как после корнеплодов также можно сеять Л. с успехом, особенно, если класть под картофель хотя половинное удобрение. После корнеплодов земля бывает рыхла и чиста от сорных трав, что так необходимо для Л. Конечно, в самых северных губерниях, где благодаря постоянной разделке лесов всё ещё прибывают новины, долго не отстанут от резов. Для Л., как и для всех культурных растений, необходима возможно тщательная обработка земли, своевременный посев, хорошие всхожие семена, уход во время роста Л., когда он ещё на корню и т. д. Однако условия доброкачественности льняных продуктов зависят не от одной только почвы и её питательных веществ, но и от самых приёмов культуры.
1. Где Л. разводится исключительно для домашних потребностей, там имеют в виду и волокно, и семя. Волокно идёт на пряжу и холсты, из семян же получают масло, жмыхи и избоину; волокно при этом бывает большей частью грубое, годное только на домашние холсты, но зато семена на хорошей почве выходят крупные и богатые маслом. Когда же имеют в виду получение возможно лучшего волокна, Л. выбирают раньше, чем успели образоваться спелые семенные головки. Такова, напр., бельгийская культура Л., производящая всем известные голландские полотна. В Бельгии издавна льняная культура ведётся совершенно отдельно от его мочки и дальнейшей обработки. Дело хозяина довести Л. до цвета, в каковом состоянии он скупается особыми промышленниками, которые занимаются его мочением и трепанием. Их там называют торговцами Л. (les marchands du lin). Наивысшую цену давали в периоде цветения за лён перенный (le lin ramé; совершенно в том же роде, как у нас иногда парят горох правильнее это следует так сделать: когда Л. вырастет на 6-7 верш., то на противоположных концах поля ставят колья с верхушками, обделанными в роде развилин. В эти развилины вкладывают тонкие жёрдочки, а между последними накидывают берёзовые сучья или какой-нибудь лёгкий, предварительно сплющенный или лежалый в лесу, хворост. Под такой покрышкой Л. прорастает совершенно свободно, и как бы он ни вытянулся и какие бы ни шли дожди, он не поляжет. Перить всего удобнее, если участок разбить на полосы двухаршинной ширины с оставлением между ними узких проходов для вбивки кольев и укладки жердей и хвороста. Без этой предосторожности много Д. может быть помято]). Затем фермер обязан только выбрать Л. по указанию скупщика, а последний обыкновенно спешит с этим делом, не обращая решительно никакого внимания на семена. У нас в льноводных местностях только в последнее время стали предпочитать волокно семенам, и то только в Ярославской губ., где около села Великого получается Л. уже довольно тонкий и нежный. Во всех же остальных местностях одинаково преследуется добыча и волокна, и семени. Поэтому теребят Л., когда головки не только сформировались, но и успели пожелтеть, следовательно, когда семя уже почти дозрело. Псковское семя славится, но льняное волокно выходит лишь посредственное. В степной полосе, где ни во что ставят волокно, его даже не теребят, а просто косят, как хлеб или траву. Большая или меньшая тонина льняных волоконцев зависит не только от времени уборки Л., но и от погоды, и от различия в приёмах обработки Л. и т. д., но более всего обусловливается количеством высеваемого семени, так как от этого зависит, будет ли растение пользоваться светом беспрепятственно, или нет. Когда растения растут в отсутствии света или при слабом освещении, тогда они образуют тонкостенные вытянутые клеточки, отчего стебель выходит длинный, но зато более тонкий. При более густом посеве льняные растения, будучи затенены, вытягиваются, слабее разветвляются и меньше завязывают семенных головок, и лубяные клеточки тогда должны быть тонки и нежны. В противоположных условиях будет наоборот. Таким образом, в руках хозяина есть очень простое средство направлять культуру Л. и в пользу волокна, или семени, или того или другого. В Бельгии, где всё внимание обращено на волокно, высевают на десятину 16-18 мер (чтк.) семян; у нас в Ярославской губ., где также обращают внимание на волокно, берут 8 мер; в Псковской губ., где волокно и семя почти равноценны, 5-6 мер, а в степной полосе, где только ценят семена, сеют 2½ −3 меры.
2. Рядовой сев для всех растений обыкновенно предпочитается разбросному, а Л. сеют всегда вразброс, потому что при рядовом посеве стебли утолщаются, сильно разветвляются и дают грубое волокно. Между тем для семенного Л. должно быть наоборот, так как от такого Л. желают именно возможно больше ветвистости, чтобы выходило больше семян, но и семенной Л. у нас сеется вразброс, только семян, как сказано, берут очень мало.
3. Ошибочно полагать, что Л. довольствуется лёгкой обработкой, то есть разрыхлением только самого верхнего слоя, и что достаточно для этого иметь только соху и борону. На подсеках и резах подобная обработка ещё терпима, так как такие места в первые годы не обнаруживают сорной растительности. Но на пахотах необходима самая тщательная и глубокая обработка и земля должна быть поднята с осени, причём не бесполезно иногда пустить за плугом почвоуглубитель.
4. При посевах вразброс до самой уборки растений большей частью не бывает за ними никакого ухода, но Л. требует во время роста постоянного досмотра, он не выносит соседства с сорными травами; потому необходимо бывает полоть Л. В Бельгии обработка полей чуть не огородная, и, однако, Л. полют. Приходилось видеть такую полку даже довольно запоздалую, именно, когда уже Л. зацветает. Конечно, после полотья Л. ложится, но он скоро и поднимается, если только не попадёт под сильный дождь. Очень часто семена сорных трав вносятся в почву при самом посеве. Льняные семена при самой тщательной их очистке всегда содержат зародыши сорной растительности. Всего чаще бывает в них льняная повилика (Cuscuta epilinium), полевой плевел (Lolium arven s e), берёзка (Covolvulus arvensis), подмаренник (Galium aparine), гречиха развесистая (Polygonum lapathifolium), торица (Spergula arvensis) и др.
5. Посевные семена обыкновенно тем надёжнее для посева, чем меньше число лет они хранились, но для Л. практики предпочитают семена 2-3 годовалые и даже ещё больше лежалые. Польза такого приёма, хотя она и не всегда оправдывается, надобно полагать, стоит именно в связи с сильной сорностью льняных семян; многие из семян сорных трав с годами теряют свою всхожесть, между тем льняные семена выдерживают лёжку без потери всхожести. Другие же рекомендуют подвергать посевные льняные семена довольно высокой температуре, но не выше 40°Р. По опытам проф. Вольни и др., от таких просушенных семян урожай Л. значительно увеличивается. Вольни полагает, что при такой температуре более слабые семена замирают, а самые развитые остаются всхожими и дают более сильные растения. По наблюдениям практиков, необходимо ещё каждые два-три года менять посевные льняные семена, для чего следует их выписывать из местностей, приобревших известность. В Бельгии лучшими льняными семенами считаются псковские, которые идут в продажу под названием рижских. Такие семена во всех бельгийских таможнях по распоряжению правительства сохраняют отдельно, и для обеспечения покупателей от возможности обмана со стороны торговцев на них кладётся особая пломба. Сеют, конечно, и свои семена, но они большей частью бывают недозрелые, не дают такого хорошего волокна, как наш псковской долгунец.
6. Л. имеет много врагов как в царстве животном, так и в растительном. Из первых едва ли не самый злейший враг Л. земляная блоха (мелкие жучки из семейства Halticidae, известные также под названием «блошака» и «мошкары»), затем льняной червь (зелёные 12-ногие гусеницы бабочки гаммы, Plusia gamma) и льняной червоточец (мелкие желтоватые 12-ногие гусеницы бабочки листотвертки, вида Conchydis epilinana). Земляная блоха повреждает Л. главным образом весной, уничтожая всходы его. Не менее сильно (особенно на северо-западе России) страдает Л. (но уже летом, в более зрелом возрасте) и от гусениц бабочки гаммы, в иные годы весьма обильно размножающихся и уничтожающих подземные части различных растений, в том числе и льняного. Что же касается до третьего из вышеназванных врагов Л., то он приносит сравнительно меньше вреда и повреждает исключительно льняные головки. К ослаблению вреда от земляных блох может служить возможно ранний посев Л., полезный также в деле борьбы с льняными червём и червоточцем; истребление же успевших уже появиться блошек представляется почти недостижимым; во многих случаях гораздо проще прибегнуть к пересеву Л. Весьма важной предупредительной мерой против льняного червя является содержание полей в чистоте от сорных трав, в особенности же от сурепки и других представителей семейств крестоцветных растений, на которых бабочки гаммы предпочтительно откладывают свои яички; с этой целью необходимо перед посевом тщательно очищать льняные семена, удаляя из них сорные примеси. Для воспрепятствования передвижениям червя полезно обнести нетронутые ещё посевы рвом в ½ арш. глубины и ширины, с отвесными стенками, и попавших туда гусениц уничтожать; советуют также боронами или волокушами раздавливать гусениц, остающихся на скошенной нарочно с этой целью полоске Л., граничащей с только что занятым ими участком льняного поля. Л. нередко бывает ржавый, то есть с красно-бурыми пятнами как на стебле, так и на листьях. Это есть так назыв. льняная ржавчина (Lein-Rost), болезнь, причиняемая паразитным грибком (Melampsora lini). Пятна образуются скоплением летних спор (уредоспор) под кожицей Л., которая от этого разрывается и споры выступают наружу. Кроме того, на ржавых растениях бывают вздутия в роде бугорков или подушечек; здесь скопляются зимние споры грибка (телевстоспоры). Грибницы как наружных, так и внутренних спор вредят развитию растения, особенно вредна последняя. Она местами разрушает лубяные волокна, так что при обработке ржавого Л. выходит большей частью одна кострика. В Бельгии эта болезнь называется «le feu» или «la brulure» (Goltz, 11, 5 79). У нас ржавчина появляется почти повсеместно. Полагают, что она заносится вместе с посевными семенами. Единственным средством против ржавчины считают неповторение посевов на таких раз заражённых местах.

Способы уборки Л. очень просты. В степных губерниях Л. косят как хлеб. Но где имеется в виду главным образом волокно, там его везде теребят, то есть выдёргивают с корнем, затем вяжут в снопики (горсти), которые ставят друг против друга рядами в виде двускатой крыши или шатра и оставляют, пока семена его дойдут, а стебель засохнет. В иных местах Л. сушат на особых сушилках, вешалках в поле или же на заборах. Но сушка в бабках предпочитается всякой другой. Просыхая так исподволь, льняное волокно делается маслянистым, приобретает большую делимость, гибкость, прочность и приятный блеск (Стебут, 131); затем лён свозится на гумно или в сарай, где отделяются от него головки. В Бельгии Л. околачивают особыми колотушками, что принято в некоторых местах и у нас. В иных местах Л. сушат в овинах и обмолачивают как хлеб, от чего, конечно, Л. путается, или вальками, что лучше, но мешкотнее. Последний способ, впрочем, применяется там, где сеют Л. немного. В льняных же местностях для отделения головок употребляют железные гребни с зубьями длиной вершков пять. Такой способ отделения головок известен под именем рыбления Л.
В иных местах головки обрезают снятой с косовища косой, но она укорачивает стебель. Так или иначе отделённые от стеблей льна головки подсушивают на лёгком тепле в овине, риге или зерносушилке, если он к тому приспособлен, затем обмолачивают цепами или катками, солому же, если она растрепалась, вяжут в снопы и отправляют для дальнейшей переработки в стланьё или мочило. Но там, где есть поблизости льнопрядильни, если они сами занимаются обработкой льняных стеблей на волокно, лён продаётся как есть, то есть не мочёный.

## Сельскохозяйственная обработка льна

### I. Мочка льна
Льняной стебель в поперечном разрезе состоит из следующих слоёв: верхней кожицы, коры, лубяного слоя, камбия, древесины и сердцевины. Самый важный слой, ради которого главным образом и разводится Л., лубяной, остальные все составляют отброс. Но лубяной слой, в свою очередь, состоит из множества тончайших нитей или волоконцев, склеенных между собой и с камбием клейким веществом, который причисляют к пектозам. Цель обработки, которой подвергают льняные стебли по отделении от них семенных головок, — разъединение лубяных волоконцев между собой, а равно отделение их от древесинных частей, так, чтобы можно было получить чистое прядильное волокно. Сухие льняные стебли содержат 73-80 % деревянистых частей и 20-27 % луба. Первые состоят из 69 % настоящего деревянистого вещества, 12 % растворимых в воде и 19 % в щелочах веществ. Луб в среднем содержит 58 % чистого волокна, 25 % растворимых в воде и 17 % в щелочах веществ (H. Richard, «Die Gewinnung der Gespinstfasern», 1881). Для отделения лубяных волоконцев от деревянистых частей и разъединения первых издавна применяется расстилка Л. на земле или вымачивание в воде. Первый способ самый старинный и наиболее до сих пор в употреблении у нашего населения. В новейшее время техника прибавила к этим старинным способам мочения Л. обработку его горячей водой (способ Шенка, Бауера и Леефебюра) и паром (способ Ватта, Буханана и Блэ). Оба последние способы обработки Л. причисляются к числу мануфактурных операций, а росение и мочка считаются, по крайней мере у нас, сельскохозяйственной обработкой Л. Расстилание Л. по траве называют луговой или росяной мочкой или просто росением, а место, где разостлан Л., стлищем, самый же Л. стланцем или росенцем. Главные обстоятельства, от которых зависит успех росяной мочки, следующие:
1. выбор места, которое должно быть ровное, солнечное и в то же время возможно защищённое от ветров. Всего лучше для этого луговины или лесные поляны, где бы не проходил скот и не мог путать Л., но в случае нужды стелят и по жнивнику, преимущественно ячменному и овсяному.
2. Расстилать нужно возможно правильными рядами, комлями против господствующего ветра и так, чтобы верхушки одного ряда захватывали комлевые части соседнего, тогда ветер будет только скользить по поверхности, не поднимая и не путая Л.
3. Ряды необходимо через каждые 7-10 дней переворачивать, что у нас редко где делается, а между тем от этого зависит равномерность росения, так как верхняя часть стеблей скорее вылёживается, чем нижняя.
4. Но более всего успех росяной мочки зависит от погоды. В средней полосе России расстилают Л. в конце августа, самое позднее в начале сентября. Если стоит погода очень тёплая и ясные дни перемежаются с дождливыми, то Л. поспевает скоро, в течение 4 недель, а если холодная с сильными ветрами, то срок затягивается до 5 и 6 недель, и тогда Л. может грозить порча или даже занесение снегом. Таким образом время спелости стланца бывает неодинаково. За границей держат Л. в лёжке иногда до 9 недель. Первый признак, что Л. близок к спелости, это — изменение в цвете, который из жёлтого обращается в серый. Тогда берут пробы, разминают в руках несколько стеблей, и если лубяные волокна по всей длине стебля легко отделяются от деревянистых частей, то значит Л. готов. Ещё надёжнее взять из разных мест несколько горстей, их подсушить и смять на мялке; если при этом кострика отделяется свободно, то, значит, Л. вылежался. На стланце, если Л. и перележит несколько дней, он не испортится, а потому произвести такую пробу всегда можно успеть без опасения порчи Л. По окончании росения Л. поднимают и связывают в небольшие бабки, в которых он скоро просыхает. Затем вяжут его в довольно большие снопы и складывают под навесом, чтобы его продуло ветром. Выходит, что росение способ очень простой, не требует никаких сооружений и не представляет опасений, чтобы Л. мог выйти перемоченным. Но оно имеет и свои невыгоды: расстилка, переворачивание и просушка берут много работы; сильные ветры перепутывают стебли, а бывает, что и совсем сносят с места; у нас же ещё вследствие плохой доглядки за скотом разостланные Л. не безопасны от порчи домашними животными. Да и вообще росяная мочка много зависит от погоды, отчего Л. очень часто выходит неровный, что уменьшает выход волокна, почему росению предпочитают мочку Л. в воде.

Водяная мочка бывает двоякого рода: в воде стоячей или проточной. У нас мочка Л. во всеобщем употреблении в северо-западном крае, но только больше в стоячей, а не в проточной воде, для чего в низинах, а всего лучше близ реки, несколько вдали от жилья, выкапываются ямы; их называют мочилами и копанцами. Длина и ширина мочильных ям зависит от количества материала, но глубина не должна быть выше 2-2½, арш. Не всякий грунт годится для мочила: красная глина и такой же песок, равно места ржавые с стоячей водой не годятся, но хорошие места с белой и синей глиной, как это бывает иногда в торфяниках. Мочила с подобным грунтом дают наилучший Л. Не всякая вода годна для мочки; она должна быть мягкая, не железистая и не мутная; железо образует на Л. ржавые пятна, а муть придаёт ему тёмный цвет. Чтобы стены мочила не обваливались, они обрешечиваются; решетины по углам и посередине закрепляются стойками, но ещё лучше одевать стены мочил, как в колодцах, срубом. Вопрос о воде для мочил самый существенный. Самым лучшим устройством будет, если в мочило можно напускать воду из какого-нибудь водоёма: реки, озера, большого пруда, и легко отводить, когда Л. достаточно промок. В таком мочиле мочку можно произвести не один раз в году, но и повторить её с другой, третьей и т. д. партией льна, как это бывает там, где мочат Л. летом, а не осенью. Когда же нельзя возобновлять воду, тогда больше одного раза в мочиле нельзя мочить, так как вода пресыщается разными растворёнными ею из первой партии веществами, которые оседают на Л., затем заводятся в таких мочилах насекомые и черви, которые грязнят свежий Л. Где нет поблизости озёр, больших прудов и т. п., там в канавах собирают атмосферную воду. Понятно, что такое мочило не может отличаться особой чистотой. Из воды стоячей всегда будет осаживаться ил, хотя такая мочка, по уверению профессора Ильина, ещё очень употребительна в самой Бельгии (восточная Фландрия), где осаждающуюся на дно мочила грязь раскладывают между слоями Л. и поверх его; несмотря на то Л., вымоченный таким образом, даёт волокно мягкое, нежное и шелковистое — качества, которые так ценятся фабрикантами, потому что такое волокно прядётся всегда легко, хотя прочность фибр его меньше прочности фибр волокна, доставляемого Л., вымоченным в проточной воде (Ильин). Л. в копанцах вымачивается в течение 10-14 дней. Замедление или ускорение зависит от температуры воды. Чем вода теплее, тем процесс мочки идёт скорее и наоборот. Ниже 7°Р. вода совсем не годится. При температуре 15°Р. Л. поспевает в две недели. Лучшее льняное волокно производит Бельгия и именно та её часть, которая известна под именем Восточной Фландрии. Центр этого производства — местность около г. Куртрэ, где протекает река Лис (Lys). Эта река не имеет крутых берегов и очень напоминает многие из наших рек чернозёмной полосы, с пологими берегами. В этой же реке на всём её протяжении, начиная с Кутрэ до северного департамента Франции, вымачивают Л., производимый не только окрестными, но и довольно далеко живущими (в западной Фландрии) фермерами. Давний опыт убедил бельгийских льноводов, что вода этой реки обладает свойствами в высшей степени пригодными для мочения Л., хотя химический анализ не показывает никакой заметной разницы в составе воды реки Лис и других рек в Бельгии. В губерниях Псковской и западных, где Л. мочится и в реках, стебли погружаются прямо в загородь мочила, отчего он подвергается всем тем изменениям, которые могут происходить вследствие перемены уровня реки, напр. от засухи, затопления вследствие спуска плотин и т. п., а главное, от сильной быстроты течения реки, причиняющей большую убыль в весе волокна (на 6-8 % против стоячей воды). В Бельгии нашли возможным устранить такие неудобства мочки в проточной воде погружением Л. не прямо в реку, а укладкой его в решётчатые ящики, которые связываются из брусьев (6 арш. дл.., 5½ арш. шир. и 4½ фт. высоты).
Такой ящик укрепляется на гладких и длинных слегах, которые одними концами упираются в дно реки, а другими выходят на берег, где прикручиваются к врытым в землю сваям, через что образуется наклонная плоскость, по которой легко спустить ящик, когда он будет нагружен Л. Спустив ящик в реку, дают ему несколько часов плавать в воде, затем наверх его кладут солому, а на неё камни, пока весь груз не опустится в воду, не доставая, однако, дна реки. Операция продолжается, смотря по времени года, 8-14 дней. Надобно заметить, что в Бельгии никогда не мочат Л. свежего, как у нас, а всегда годовалый и даже двухгодовалый, следовательно, имеют возможность мочить Л. весной и летом, когда вода в реках теплее, чем осенью, отчего мочка здесь скорее заканчивается, чем при нашей осенней погоде, когда мочила иногда замерзают, так что в них приходится пробивать ледяной слой, чтоб достать из-под него Л. В проточной воде Л. лучше вымачивается, чем в стоячей, так как все продукты, происходящие от разложения растительных в воде веществ, уносятся по мере их образования; при мочении в воде стоячей они остаются на месте и должны окрашивать волокна и уменьшать их крепость. Но в проточной воде Л., наоборот, не безопасен от перемочки. Пробы, которыми определяют практики достаточность или недостаточность вымочки, ими самими признаются малонадёжными [главнейшая из них состоит в том, что из разных связок погружённого в воду Л. вытаскивают по нескольку стеблей и смотрят, как отделяются волокна Л. вдоль всего стебля — легко или туго]. Поэтому в Бельгии не дают Л. вымачиваться до конца и заканчивают мочку расстилкой на лугах. Так как от успешной вымочки Л. зависит и качество и больший или меньший выход льняного волокна, то было бы полезно выяснить сущность этой операции и определить условия, при которых она происходит наивыгоднее. Но вопрос этот и до сих пор ещё далёк до разрешения. Правда, природа вещества, склеивающего пучки лубяной ткани между собой и древесинным веществом, благодаря исследованиям Кольба («Recherches sur le blanchiment des tissus», в «Annales de chimie el de physique», т. XIV, 1868 [у нас, на основании исследований Кольба, много лет работал над льном инженер-технолог Н. К. Гутковский («Изв. Технологического Института», 1881 г. — «Химические исследования льняных стеблей»)]), определена. Это вещество принадлежит к группе пектиновых соединений. Мочка льна имеет целью удалить это склеивающее вещество. Но как происходит это удаление и когда следует останавливать мочку, чтобы избежать порчи самого волокна, это остаётся не разъяснённым. Допускают в этом процессе два брожения, сначала кислое (правильнее пектиновое), превращающее пектоз в растворимый в воде пектин, и потом гнилое (правильнее аммиачное), при котором отделяются зловонные газы. Первое брожение считают полезным, а второе вредным. Однако пределы одного и начало другого остаются также вопросом. Но так как со времени открытий Пастера подобного рода процессы причисляются к процессам не химическим, а к биологическим, ибо в них предполагается участие микроорганизмов, то вопрос о сущности процесса мочки Л. ещё более усложняется. В таком направлении уже несколько лет работает над этим вопросом в имп. институт экспериментальной медицины под наблюдением г. Виноградского, специалиста министерства земледелия по культуре льна, В. А. Фрибес. С. Н. Виноградский (в «Comptes rendus de l’Academie des sciences», ноябрь, 1895), сообщает, что г. Фрибесу удалось изолировать в чистом виде специфический льномочильный бацилл и показать, что процесс мочки Л. обусловливается именно действием этого микроба. Льномочильный бацилл имеет форму палочки сравнительно довольно большого размера. В молодом состоянии его членики 10-15 μ длиною и 0,8 μ (микрон = 1/1000 mm) шириной. Эллипсовидная спора образуется на конце палочки; длина споры 1,8 μ, ширина 1,2 μ. Этот бацилл в чистой культуре, при условиях полного анаэробиоза (без доступа воздуха) вызывает в погружённых в воду снопиках Л. при постановке опыта так, чтобы устранена была возможность загрязнения Л. другими микробами, энергическое брожение, сопровождаемое обильным выделением газов. Мочение Л., испробованное в чистой культуре найденного бацилла, показало, что такой Л. по окончании брожения получает все те свойства, какие имеет Л., вымоченный в обыкновенной воде, легко поддаётся дальнейшей обработке, то есть мятью и трепанию, и даёт волокно хорошего качества.

### II. Мятье и трепанье
Дальнейшие операции, которым подвергается Л., чтобы из его стеблей отделить волокно, состоит в мятье и трепанье. Но мокрый Л., как он выходит из мочила или с луга после росяной мочки, должен быть сперва просушен. В Бельгии, где мочат Л. весной и летом, он легко просыхает на воздухе и в сараях во время зимней лёжки [в Бельгии, как уже замечено, из боязни, чтобы Л. не перемочить, не доводят мочку до конца, а прерывают её несколько ранее и доканчивают её на стланце. То же делается и у нас там, где в употреблении не стланьё, а мочка. Но тогда Л. остаётся на стланце только короткое время (1-3 недели)]. У нас мнут лён в том же году, в котором он убран с поля, почему приходится его сушить, что обыкновенно у крестьян делается в овинах, где волокно от дыма коптится, получает темноватую окраску, а иногда и пересушивается, отчего волокно становится жёстким и ломким. Л. следует сушить не продуктами горения, а нагретым воздухом, что возможно только в ригах и сушильнях. Сняв Л. с сушила, начинают его мять, что делают в большей части наших крестьянских хозяйств на лучной Мялице, устройство которой несложно. Эта четвероугольная рама, по середине которой во всю длину идут одно или два отверстия, разделённые долевыми брусьями. В отверстия входят била (деревянные ножи) с рукоятками, помощию которых било то приподнимают, то опускают. Над прорезями кладут выминаемый лён. Гораздо удобнее для этой цели перенесённая к нам из Бельгии рубчатая ступня, с кривой рукояткой.
Работа ею очень проста, но требует навыка. Л. расстилают на току ровным слоем в 1-1½ врш. Работник наступает на верхушки и колотит ступнёй сперва по корням, а потом по всей длине стебля, пока не отделится от волокна кострика, после чего Л. переворачивается и ещё раз околачивается. На мялице работа идёт скорее, но зато Л. из-под ступни выходит мягче и волокно бывает тоньше. Где Л. разводится на нескольких десятинах, давно уже Л. мнётся машинами, из которых здесь описана так называемая тесовская льномялка [так называет её Королев, так как лучшие её экземпляры изготовляются в селе Тесове Смоленской губернии], распространённая среди поселян преимущественно Смоленской губ. (см. Ф. Н. Королев, «Льноводство»). Эта мялка представлена в перспективе и в отвесном разрезе.
Рабочий механизм состоит из четырёх берёзовых валов: большого В и трёх малых b, b, b'. Валы эти все снабжены рёбрами (в разрезе наподобие зубчатых колёс). Вал В имеет 36 рёбер, валы b и b по 18 рёбер и вал b' — 16. Железные оси валов лежат на железных же подшипниках. Ось вала В снабжена рукояткой р, при помощи которой вал и приводится в движение. Посредством деревянных тяжей, помещённых с обеих сторон вала В и снабжённых винтовой нарезкой и гайками, упирающимися в неподвижные доски d, можно вал В приближать и удалять от валов b, b и b'. Справа и слева станка расположены наклонные щиты n для npиема Л. и впуска его промеж валов. Если Л. сух и хорошо выровнен, то достаточно пропустить его между валов взад и вперёд 3-5 раз, чтобы отделить кострику, в противном случае 7-9 раз. В больших льноводных хозяйствах по такой же системе строят пятивальные мялицы с одноконным приводом. Из-под мялки Л. поступает в трепальню. Эта работа, так же как и мятье, бывает ручная и машинная. В первом случае трепалом служит особого устройства нож.
Нижняя часть А во всю длину срезается довольно остро, а верхняя Б имеет значение тяжеловеса; посредине этих половин идёт рукоятка.
Рабочий берёт в левую руку горсть Л., кладёт её в сделанный в доске прорез, а в правой держит трепало и бьёт им или, правильнее, гладит по свежей горсти Л. Чтобы легче было опускать и поднимать трепало, а также чтобы оно не било по ногам, подле доски между двумя стойками натягивается ремень или просто верёвка, ударяя о которую, трепало отскакивает и тем облегчает его поднимание. Льнотрепальные машины представляют соединение нескольких трепал.
В 1931 году в Торжке (Тверская область) был организован Всероссийский научно-исследовательский институт льна (ВНИИЛ). Задачами института являются селекция, разработка технологии возделывания и первичной переработки льна.